# Hyophila involuta
Hyophila involuta là một loài Rêu trong họ Pottiaceae. Loài này được (Hook.) A. Jaeger mô tả khoa học đầu tiên năm 1873.